# Кубок Украины по футболу 2019/2020
Кубок Украины по футболу 2019/2020 (укр. Кубок України з футболу 2019—2020) — 29-й розыгрыш кубка Украины, который стартовал 20 августа 2019 года и закончился 8 июля 2020 года.

## Участники
В этом розыгрыше Кубка приняли участие 12 команд-участников Премьер-лиги 2019/20, 16 команд-участников Первой лиги 2019/20, 18 команд-участников Второй лиги 2019/20, а также обладатель и финалист Кубка Украины среди любительских команд.
| Клубы Премьер-лиги: - ФК «Александрия» - «Ворскла» (Полтава) - «Динамо» (Киев) - «Десна» (Чернигов) - «Днепр-1» (Днепр) - «Заря» (Луганск) - ФК «Мариуполь» - «Карпаты» (Львов) - «Колос» (Ковалёвка) - ФК «Львов» - «Олимпик» (Донецк) - «Шахтер» (Донецк) | Клубы первой лиги: - «Авангард» (Краматорск) - «Агробизнес» (Волочиск) - «Балканы» (Заря) - «Волынь» (Луцк) - «Горняк-спорт» (Горишние Плавни) - «Ингулец» (Петрово) - «Кремень» (Кременчуг) - «Металлист 1925» (Харьков) - «Металлург» (Запорожье) - ФК «Минай» - МФК «Николаев» - «Оболонь-Бровар» (Киев) - «Прикарпатье» (Ивано-Франковск) - «Рух» (Львов) - «Черноморец» (Одесса) - «Черкащина» (Черкассы) | Клубы второй лиги: - «Альянс» (Липовая Долина) - «ВПК-Агро» (Шевченковка) - «Буковина» (Черновцы) - «Верес» (Ровно) - «Горняк» (Кривой Рог) - «Диназ» (Вышгород) - ФК «Калуш» - «Кристалл» (Херсон) - «Нива» (Тернополь) - «Нива» (Винница) - ФК «Никополь» - «Подолье» (Хмельницкий) - «Полесье» (Житомир) - «Реал Фарма» (Одесса) - «Таврия» (Симферополь) - ФК «Ужгород» - «Чайка» (Петропавловская Борщаговка) - «Энергия» (Новая Каховка) | Любительские команды - «Авангард» (Бзов) - ФК «Волчанск» |

## Первый раунд
Участие в стартовом этапе приняли 20 команд: 18 команд Второй лиги и две любительские команды. Жеребьевка состоялась 14 августа 2019 года.
| №          | Команда 1                 | Команда 2                            | Счет           |
| ---------- | ------------------------- | ------------------------------------ | -------------- |
| 20 августа |                           |                                      |                |
| 1          | «Таврия» (Симферополь)    | «Реал Фарма» (Одесса)                | 5:0            |
| 2          | «Энергия» (Новая Каховка) | «Буковина» (Черновцы)                | 1:4            |
| 3          | «Горняк» (Кривой Рог)     | «Чайка» (Петропавловская Борщаговка) | 0:1            |
| 4          | «Кристалл» (Херсон)       | «Диназ» (Вышгород)                   | 1:1 (пен. 2:4) |
| 5          | «Верес» (Ровно)           | «Нива» (Тернополь)                   | 2:1            |
| 6          | «Авангард» (Бзов)         | ФК «Волчанск»                        | 0:2 (д.в.)     |
| 7          | «Альянс» (Липовая Долина) | ФК «Ужгород»                         | 2:0            |
| 8          | «Подолье» (Хмельницкий)   | «Полесье» (Житомир)                  | 1:0            |
| 9          | «Нива» (Винница)          | ФК «Никополь»                        | 5:1            |
| 10         | ФК «Калуш»                | «ВПК-Агро» (Шевченковка)             | 1:0            |

## Второй раунд
В этом раунде приняли участие 26 команд: 15 команд первой лиги (+1) и 10 победителей первого раунда. Жеребьевка состоялась 21 августа.
| №          | Команда 1                        | Команда 2                            | Счет           |
| ---------- | -------------------------------- | ------------------------------------ | -------------- |
| 27 августа |                                  |                                      |                |
| 1          | «Агробизнес» (Волочиск)          | «Арсенал» (Киев)                     | +:-            |
| 2          | «Ингулец» (Петрово)              | «Металлист 1925» (Харьков)           | 2:0            |
| 3          | ФК «Калуш»                       | ФК «Минай»                           | 1:2            |
| 4          | МФК «Николаев»                   | «Прикарпатье» (Ивано-Франковск)      | 5:1            |
| 5          | «Диназ» (Вышгород)               | «Нива» (Винница)                     | 1:0            |
| 6          | «Черкащина» (Черкассы)           | «Кремень» (Кременчуг)                | 1:2            |
| 7          | «Подолье» (Хмельницкий)          | «Волынь» (Луцк)                      | 1:1 (пен. 4:5) |
| 8          | ФК «Волчанск»                    | «Оболонь-Бровар» (Киев)              | 0:1 (д.в.)     |
| 9          | «Верес» (Ровно)                  | «Рух» (Львов)                        | 1:2            |
| 10         | «Горняк-спорт» (Горишние Плавни) | «Металлург» (Запорожье)              | 1:1 (пен. 6:5) |
| 11         | «Авангард» (Краматорск)          | «Балканы» (Заря)                     | 0:0 (пен. 3:4) |
| 12         | «Альянс» (Липовая Долина)        | «Чайка» (Петропавловская Борщаговка) | 4:1            |
| 13         | «Таврия» (Симферополь)           | «Буковина» (Черновцы)                | 2:3            |

## Третий раунд
В этом раунде приняли участие 20 команд: 6 команд премьер-лиги (7-12 место на момент жеребьевки), 1 команда первой лиги и 13 победителей второго раунда. Жеребьевка состоялась 28 августа.
| №           | Команда 1                 | Команда 2                        | Счет          |
| ----------- | ------------------------- | -------------------------------- | ------------- |
| 25 сентября |                           |                                  |               |
| 1           | «Кремень» (Кременчуг)     | «Олимпик» (Донецк)               | 2:3           |
| 2           | МФК «Николаев»            | «Черноморец» (Одесса)            | 1:0           |
| 3           | «Оболонь-Бровар» (Киев)   | «Горняк-спорт» (Горишние Плавни) | 0:2           |
| 4           | ФК «Минай»                | «Волынь» (Луцк)                  | 1:0           |
| 5           | «Диназ» (Вышгород)        | ФК «Александрия»                 | 0:1           |
| 6           | «Ингулец» (Петрово)       | «Карпаты» (Львов)                | 0:0 (пен.7:6) |
| 7           | «Альянс» (Липовая Долина) | «Балканы» (Заря)                 | 1:0           |
| 8           | «Буковина» (Черновцы)     | ФК «Львов»                       | 0:2           |
| 9           | «Агробизнес» (Волочиск)   | «Днепр-1» (Днепр)                | 1:3           |
| 2 октября   |                           |                                  |               |
| 10          | «Рух» (Львов)             | ФК «Мариуполь»                   | 0:1           |

## 1/8 финала
В этом раунде приняли участие 16 команд: 6 команд премьер-лиги (чемпионская группа на момент жеребьевки 3-го раунда) и 10 победителей третьего раунда. Жеребьевка состоялась 2 октября, а матчи — 30 октября.
| №          | Команда 1                 | Команда 2                        | Счет           |
| ---------- | ------------------------- | -------------------------------- | -------------- |
| 30 октября |                           |                                  |                |
| 1          | «Колос» (Ковалёвка)       | «Ворскла» (Полтава)              | 0:1            |
| 2          | ФК «Минай»                | ФК «Львов»                       | 2:0            |
| 3          | МФК «Николаев»            | «Десна» (Чернигов)               | 2:4            |
| 4          | «Альянс» (Липовая Долина) | «Горняк-спорт» (Горишние Плавни) | 5:3            |
| 5          | «Динамо» (Киев)           | «Шахтер» (Донецк)                | 2:1 (д.в.)     |
| 6          | «Ингулец» (Петрово)       | «Днепр-1» (Днепр)                | 2:1            |
| 7          | ФК «Мариуполь»            | «Олимпик» (Донецк)               | 1:0            |
| 8          | ФК «Александрия»          | «Заря» (Луганск)                 | 1:1 (пен. 5:4) |

## 1/4 финала
В этом раунде приняли участие 8 команд победивших в 1/8 финала. Жеребьевка состоялась 18 декабря.

### География участников
| №             | Команда 1                 | Команда 2           | Счёт           |
| ------------- | ------------------------- | ------------------- | -------------- |
| 11 марта 2020 |                           |                     |                |
| 1             | «Динамо» (Киев)           | ФК «Александрия»    | 1:0 (д.в.)     |
| 2             | ФК «Минай»                | «Ингулец» (Петрово) | 1:1 (пен. 6:5) |
| 3             | «Альянс» (Липовая Долина) | ФК «Мариуполь»      | 2:4            |
| 12 марта 2020 |                           |                     |                |
| 4             | «Десна» (Чернигов)        | «Ворскла» (Полтава) | 0:1            |

## 1/2 финала
Жеребьевка состоялась 13 марта.
| №            | Команда 1      | Команда 2           | Счет           |
| ------------ | -------------- | ------------------- | -------------- |
| 17 июня 2020 |                |                     |                |
| 1            | ФК «Минай»     | «Динамо» (Киев)     | 0:2            |
| 24 июня 2020 |                |                     |                |
| 2            | ФК «Мариуполь» | «Ворскла» (Полтава) | 1:1 (пен. 2:3) |

## Финал
| «Динамо» (Киев) | 1:1       | «Ворскла» (Полтава) |
| --------------- | --------- | ------------------- |
| Вербич 28'      | (пен.8:7) | Степанюк 11'        |